# معتمدية قرطاج
معتمدية قرطاج إحدى معتمديات الجمهورية التونسية، تابعة لولاية تونس.